# Carl Magnus Lidman
Carl Magnus Lidman, född 1789 i Gävle, död där 23 augusti 1855, var en svensk skarprättare. Han var verksam i Uppsala län, Gävleborgs län och Västernorrlands län mellan åren 1818 och 1824. Han avrättade i Torps socken den 15 maj 1822 lappdrängen Jacob Nilsson från Torp i Medelpad, vilken var dömd för mord på sin morbrors änka.
Lidman var den sista skarprättaren som bodde på Skarprättargården i Gävle när han flyttade ut ur bostaden 1824.